# Rhodobates paracosma
Rhodobates paracosma är en fjärilsart som beskrevs av Edward Meyrick 1908. Rhodobates paracosma ingår i släktet Rhodobates och familjen äkta malar. Inga underarter finns listade.